# Rezervația Lacul Iezer din Călimani
Rezervația Lacul Iezer din Călimani este o arie protejată de interes național (inclusă în Parcul Național Călimani) ce corespunde categoriei a IV-a IUCN (rezervație naturală de tip mixt), situată în estul Transilvaniei, pe teritoriul județului Harghita.

## Localizare
Aria naturală se află în extremitatea nord-vestică a județului Harghita (la poalele Vârfului Răchitiș) în Munții Călimani (grupare montană ce aparține lanțului carpatic al Orientalilor, pe teritoriul administrativ al orașului Toplița.

## Descriere

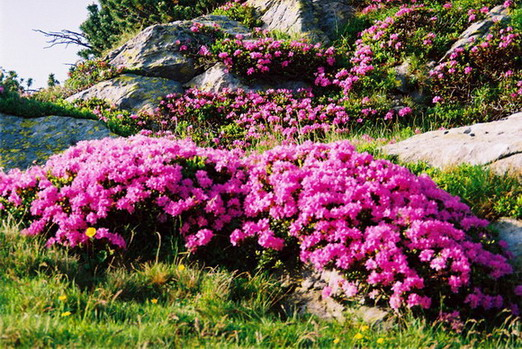
Bujori de munte (Rhododendron kotschyi)

Rezervația naturală a fost declarată arie protejată prin Legea Nr.5 din 6 martie 2000, publicată în Monitorul Oficial al României, Nr.152 din 12 aprilie 2000, privind aprobarea Planului de amenajare a teritoriului național - Secțiunea a III-a - zone protejate și se întinde pe o suprafață de 322 de hectare. Aceasta este inclusă în situl de importanță comunitară - Călimani - Gurghiu; sit ce aparține rețelei ecologice europene - Natura 2000 în România.
Aria protejată reprezintă un lac de baraj natural („Lacul Iezerul Călimanilor”) și zona limitrofă, ce adăpostește o vegetație de arbusti, ierburi și flori cu specii de jneapăn (Pinus mugo), ienupăr (din genul Juniperus sibirica) sau bujor de munte (Rhododendron kotschyi) cunoscut și sub numele de smârdar, unghia păsării (Viola dacica), urechea iepurelui (Bupleurum longifolium), buruiana de junghiuri (Cephalanthera longifolia), mlăștiniță (cu specii de Epipactis atrorubens și Epipactis helleborine), ghințură punctată (Gentiana punctata), crețușcă (Filipendula ulmaria), fratele-priboiului (Geranium sylvaticum), bulbuc de munte (Trollius europaeus), o orhidee din specia Gymnadenia odoratissima, buhai (Listera ovata), buhăieș (Listera cordata), mălaiul cucului (Luzula pallescens), sor-cu-frate (din specia Melampyrum saxuosum), mierluță (Minuartia verna), poroinic (Orchis ustulata), darie (Pedicularis exaltata); specii floristice protejate la nivel european prin Directiva CE 92/43/CE (anexa I-a) din 21 mai 1992 (privind conservarea habitatelor naturale și a speciilor de faună și floră sălbatică).
Fauna este reprezentată de o gamă diversă de mamifere, păsări, insecte, reptile și amfibieni (unele aflate pe lista roșie a IUCN); printre care:cerb (Cervus elaphus), căprioară (Capreolus capreolus), lup cenușiu (Canis lupus), mistreț (Sus scrofa), vulpe (Vulpes vulpes crucigera), râs eurasiatic (Lynx lynx), vidră de râu (Lutra lutra) sau veveriță (Sciurus carolinensis).